# Leiocassis longibarbus
Leiocassis longibarbus is een straalvinnige vissensoort uit de familie van de stekelmeervallen (Bagridae). De wetenschappelijke naam van de soort is voor het eerst geldig gepubliceerd in 1990 door Cui.